# Carlos Hasenbalg
Carlos Hasenbalg (Buenos Aires, 5 de setembro de 1942 — 5 de outubro de 2014) foi um sociólogo argentino.
Grande oficial da Ordem Nacional do Mérito Científico, foi um dos grandes nomes das ciências sociais brasileiras contemporâneas, responsável pela consolidação dos estudos sociológicos sobre racismo, desigualdades raciais e política racial no Brasil moderno.

## Biografia
Nascido em Buenos Aires, em 1942, Carlos se formou em sociologia em 1965, pela Universidade de Buenos Aires (UBA), um ano antes do desmonte do ensino universitário perpetrado pelo general Juan Carlos Onganía. No mesmo ano, seguiu para a Faculdade Latino-Americana de Ciências Sociais (FLACSO), no Chile, onde obteve o mestrado na escola de sociologia dirigida por Gláucio Ary Dillon Soares.
Em 1968, foi convidado a criar, no Instituto Universitário de Pesquisas do Rio de Janeiro (IUPERJ), uma linha de pesquisa em sociologia. Muda-se então para o Rio de Janeiro, no mesmo ano, onde se relaciona com os futuros sociólogos brasileiros, financiados pela Fundação Ford.

## Carreira
Com bolsa da Fundação Ford, obteve o doutorado em sociologia pela Universidade da Califórnia em Berkeley, onde sob a orientação de Robert Blauner defendeu uma tese sobre as relações raciais no Brasil pós-abolição, que levou ao livro Discriminação e Desigualdades Raciais no Brasil, publicado em 1979. Nela, Carlos argumentava que o racismo e a discriminação racial resultavam da competição só existente no capitalismo, no sentido de que só a partir da concorrência em que tal sistema viceja é que veríamos surgir a discriminação racial e o racismo sob sua formulação moderna.
Com apoio da Fundação Ford, que na época tinha Peter Fry como seu representante, Carlos assumiu, em 1986, a direção do Centro de Estudos Afro-Asiáticos (CEAA), o mais importante centro sobre a temática racial no país. Os temas de suas pesquisas foram demografia, seletividade conjugal, educação, mercado de trabalho e gênero e raça. Seus resultados apontaram avanços importantes nas condições da população brasileira, permanecendo, no entanto, uma forte desigualdade de renda e racial.
Carlos retirou-se do campo acadêmico das relações raciais no final dos anos 1990 e se aposentou em 2005, retornando a Buenos Aires.

## Morte
Carlos morreu em 5 de outubro de 2014, em Buenos Aires, aos 72 anos.